# 崔敬華
崔 敬華（ちぇ きょんふぁ、1977年 - ）は、日本のキュレーター。

## 概要
兵庫県生まれ。
東京都現代美術館学芸員。
2001年ロンドン大学ゴールドスミス・カレッジにて修士課程（美術史・美術理論）、2006年ルンド大学マルメ・アート・アカデミーにてポスト修士課程（クリティカル・スタディーズ）を修了。インディペンデント・キュレーターを経て現職。
2023年、第18回西洋美術振興財団賞を受賞。

## 企画
- 「ウェンデリン・ファン・オルデンボルフ　柔らかな舞台」（東京都現代美術館、2022年）
- 「MOTアニュアル2021　海、リビングルーム、頭蓋骨」（東京都現代美術館、2021年）
- 「Omnilogue: Journey to the West」（共同企画、ラリット・カラ・アカデミー、ニューデリー、2012年）
- 「Fog Dossier」（アートソンジェセンター、ソウル、2010年）
- 「The Demon of Comparisons, Electric Palm Tree」（共同企画、ステデリック・ミュージアム・ビューロー、アムステルダム、2009年）
- 「OK Video Festival」（共同企画、インドネシア国立美術館、ジャカルタ、2005年）[3]